# Claromecó
Claromecó est une localité rurale argentine située dans le partido de Tres Arroyos, dans la province de Buenos Aires.

## Toponymie
Deux significations, bien qu'ayant la même origine mapuche, sont : K'la-Rome-Kó, signifiant « eau triple », littéralement « trois ruisseaux », et dans le second terme, il se décompose comme suit : Kula ou K'la (trois), Rome (roseau) et Kó (eau), signifiant « trois ruisseaux avec des roseaux ».

## Démographie
La localité compte 2 081 habitants (Indec, 2010), ce qui représente une augmentation de 6,8 % par rapport au recensement précédent de 2001 qui comptait 1 947 habitants.

## Histoire
La station balnéaire de Claromecó a été officiellement fondée le 9 novembre 1920.

## Religion
| Archidiocèse | Bahía Blanca      |
| ------------ | ----------------- |
| Paroisse     | María Auxiliadora |